# Heinz Röhle
Heinz Röhle (* 26. Oktober 1951 in München) ist ein deutscher Professor für Waldwachstums- und Holzmesskunde. Seit dem 31. März 2017 ist er im Ruhestand. Er war von 2003 bis 2005 Vizepräsident und von 2005 bis 2010 Präsident des Deutschen Alpenvereins (DAV).

## Leben
Seine wissenschaftliche Laufbahn begann 1973 an der Universität München bei Friedrich Franz. An der Universität München machte er 1977 sein Diplom und von 1977 bis 1978 war er wissenschaftlicher Mitarbeiter am Lehrstuhl für Forstpolitik und Forstliche Betriebswirtschaftslehre. 1978 absolvierte er Studienaufenthalte an forstlichen Entwicklungsprojekten im Nahen und Mittleren Osten. An der Universität München war er von 1979 bis 1996 wissenschaftlicher Mitarbeiter am Lehrstuhl Waldwachstumskunde. Nach seiner Promotion 1982 durchlief er mehrere Aufenthalte bei der Land Development Authority in Israel. 1984 bis 1996 bekam er einen Lehrauftrag für das Fach Ökologie an der TU München. An der Universität München habilitierte er sich 1994 für Waldwachstumslehre und Holzmesskunde.
1995 wurde er zum Nachfolger von Günter Wenk an die TU Dresden/Tharandt berufen. In den Jahren von 1996 bis 2017 verübte er seinen Dienst als Professor für Waldwachstums- und Holzmesskunde am Institut für Waldwachstum und Forstliche Informatik an der Fakultät Forst-, Geo- und Hydrowissenschaften an der TU Dresden.
Weitere Lehraufträge bekam er im Jahr 2000 an der Vietnam Forestry University, Xuan Mai Ha Tay in Vietnam und 2001 an der Forstfakultät der National University in Vientiane in Laos.
2006 lehrte Heinz Röhle erstmals als Gastprofessor an der Aleksandro Stulginskio Universität in Kaunas in Litauen, er dozierte vor Masterstudenten im Studiengang Forstwissenschaften. Was 2006 mit einer einwöchigen Vorlesung mit Fokus auf Modellierung des Waldwachstums in strukturreichen Beständen sowie Arbeiten zu schnellwachsenden Baumarten im Kurzumtrieb begann, wurde zu einem eigenständigen Modul weiterentwickelt, das dort inzwischen als Pflichtveranstaltung angeboten und mit einer Prüfung abgeschlossen werden kann.
Ein besonderes Anliegen war Röhle die internationale wissenschaftliche Zusammenarbeit, die er durch Lehr- und Forschungsaufenthalte z. B. in Israel, Vietnam, Laos, im Sudan, in Kenia, Litauen und in China gefördert hat. Insgesamt 17 Doktorandinnen und Doktoranden aus dem In- und Ausland wurden von ihm über die Jahre hinweg unterstützt und zur Promotion geführt.
Darüber hinaus engagierte sich Röhle seit langer Zeit ehrenamtlich im Nationalpark Sächsische Schweiz und moderierte im Rahmen von Drittmittelprojekten die Aktivitäten zum Wolfsmanagement in Sachsen und Brandenburg.

## Sektion Oberland
1970 trat Heinz Röhle in die Sektion Oberland ein. 1980 gründete er dort anlässlich des Kampfes gegen die Lamsenstraße im Karwendel die Arbeitsgemeinschaft alpiner Umweltschutz der Sektion Oberland (AGUSSO), die erste und bis heute mitgliederstärkste Umweltgruppe im Deutschen Alpenverein.

## Deutscher Alpenverein
Seit früher Jugend begeisterter Bergsteiger, Sommer und Winter unterwegs in den Bergen Europas in Fels, Eis und auf Skitouren. Er engagierte sich ehrenamtlich von 1982 bis 1996 als Naturschutzreferent des Deutschen Alpenvereins (DAV), von 2003 bis 2005 war er Vizepräsident und von 2005 bis Mitte 2010 leitete er den Verein als Präsident. Heinz Röhle trat im Juli 2010 als Präsident zurück und wechselte vom DAV in den Alpenverein Südtirol (AVS).

## Ehrungen
- Für seine Verdienste um Forschung und Lehre wurde Röhle 1984 der Thurn-und-Taxis-Förderpreis für die Forstwissenschaft verliehen.[3]
- Im Jahr 2000 wurde er mit der Bayerischen Umweltmedaille geehrt.[4]
- 2015 bekam er den Titel Ehrendoktor der Aleksandro Stulginskio Universität in Kaunas (Litauen) verliehen.
- Die Alexandro-Stulginskio-Universität im litauischen Kaunas hat Heinz Röhle 2016 die Ehrenprofessorwürde verliehen.[5]

## Werke
- Heinz Röhle: Struktur und Wachstum von Stieleichen-Mischbeständen auf grundwasserbeeinflussten Standorten in den Auewaldgebieten Südbayerns. München: Universitätsbuchh. Frank, 1982.
- Heinz Röhle: Auswirkungen von Luftverunreinigungen auf Waldökosysteme. In: Jahrbuch des Vereins zum Schutze der Alpenpflanzen und -Tiere. 1983, S. 19–32 (zobodat.at [PDF]).
- Heinz Röhle: Erfahrungen mit dem Betretungsrecht in der freien Landschaft. München: Deutscher Alpenverein, 1985.
- Heinz Röhle: Entwicklung von Vitalität, Zuwachs und Biomassenstruktur der Fichte in verschiedenen bayerischen Untersuchungsgebieten unter dem Einfluss der neuartigen Walderkrankungen. – München: Frank, 1987.
- Heinz Röhle: Einfluss der Walderkrankungen auf Struktur und Wuchsleistung von Waldbeständen – München: Univ., Lehrstuhl für Waldwachstumskunde, 1989.
- Heinz Röhle: Zum Wachstum der Fichte auf Hochleistungsstandorten in Südbayern. – München: Bayerisches Staatsministerium für Ernährung, Landwirtschaft und Forsten, Referat Forstliche Aus- und Fortbildung, Forschung, 1995.
- Ökosystem Wald – Rohstoff Holz – Prinzip Nachhaltigkeit / Forstwissenschaftliche Tagung 2006, Dresden/Tharandt, 20. – 22. September 2006. Ausrichter: Technische Universität Dresden [Hrsg.: H. Röhle; S. Bonn]